# Zárate (Buenos Aires)
Pour les articles homonymes, voir Zarate.

situation du partido de Zárate au sein de la province de Buenos Aires

Zárate est une ville de la province de Buenos Aires, en Argentine, et le chef-lieu du partido (ou département) de Zárate. Elle est située sur la rive droite du Río Paraná. Depuis Buenos Aires, on peut y accéder par la route nationale 9 ou la route nationale 12.
Zárate et sa voisine Campana sont des localités principales d'une importante région industrielle. La ville est située à l'une des extrémités du Pont Zárate-Brazo Largo, qui relie Buenos Aires à la province d'Entre Ríos et permet les communications avec la Mésopotamie et de là vers le Brésil et l'Uruguay.

## Histoire

### Origine
La région était auparavant peuplée par divers groupes indigènes : les Guaranís dans les îles du delta et sur la côte, les Pampas dans les plaines, et des groupes guaycurúes, spécialement des Chamas, dans les îles du delta et l'embouchure du Río Paraná.
Entre 1604 et 1635, divers bénéficiaires héritèrent des terres en récompenses, mais elles échurent pour la plupart sous la direction des jésuites, qui en firent une grande exploitation agricole. Après leur expulsion par Charles III en 1767, les terres furent rachetées par Don José Antonio Otalora en 1785.
Jusqu'à la fin du XVIIe siècle, une autre partie des terres était propriété d'un paraguayen, Gonzalo de Zarate, qui les avait rachetées aux bénéficiaires des récompenses du XVIe siècle. Au début du XIXe siècle, s'installèrent deux frères, José et Antonio Anta qui, rachetant des terres aux héritiers de Gonzalo, constituèrent une propriété au bord du Paraná de près de 2 km de long, sur laquelle ils firent principalement de l'élevage ovin, mais également du commerce, ce qui fut l'origine des activités principales de la ville de Zarate.
En 1825, les frères Anta vendent à Don Rafael Pividal la terre nécessaire à la création de la ville de Zarate. Dès 1827, le tracé de la ville par l'architecte Manuel Eguia commence à remplacer les installations sauvages au bord du fleuve ou à côté des fermes. Le plan est très quadriligne, avec la place Mitre au centre, vers laquelle convergent 12 rues, trois de chacun des quatre côtés ; les rues avaient près de 14 m de large, et les quartiers 100 m de côté.
En 1854, un bon millier d'habitants ayant été installé, on décida la création de l'arrondissement (partido) de Zarate, en le séparant de Exaltación de la Cruz dont il était jusque-là une fraction.

### Développement
À partir de 1880, la ville prend une nouvelle ampleur : il s'agit d'en faire une ville portuaire, et elle est desservie par deux lignes de chemin de fer, dès 1885, la ligne Buenos Aires – Rosario (aujourd'hui Ferrocarril General Bartolomé Mitre), et dès 1888, la ligne centrale Buenos Aires (aujourd'hui Ferrocarril General Urquiza), qui prend de l'ampleur en 1908 quand on met en place un système de ferry-boat avec Entre Rios et le reste de la Mésopotamie.
Entre le trafic ferroviaire et le trafic fluvial, la ville suit une expansion régulière avec entre autres l'installation d'usines de papier ou d'alcool, le complexe La Criolla, le stockage des céréales et l'importante administration portuaire. Au début du XXe siècle, on dénombre près de 5 000 habitants.

## Démographie
La ville comptait 86 686 habitants en 2001, ce qui représentait un accroissement de 9,7 % par rapport aux 79 022 habitants recensés en 1991.

## Curiosités touristiques
- Église paroissiale Nuestra Señora del Carmen
- Plaza Italia, construite au début du XXe siècle avec l'aide des immigrés italiens
- Plaza Mitre, commencée au XIXe siècle, avec la statue de Leandro N. Alem, œuvre du sculpteur Don Manuel Basterra, autour de laquelle se trouvent la mairie et la Banco Nacion (sur l'emplacement de l'ancienne église paroissiale).
- Avenida et Paseo Costanera Eduardo Buscaglia.
- Îles du Delta du Paraná.
- Centre historique de la ville.
- Musée (et archives) historique municipal "Quinta Jovita".
- Musée Arqueológico y Paleontológico del G.R.E.P.
- Parc Parque La Florida
- Barrio La Esmeralda
- Base Navale de Zárate (Ex Arsenal de Artillería de Marina Zárate)
- Complexe ferroviaire Zárate - Brazo Largo
- Théâtre Coliseo.
- Parc Parque de La Cruz.

## Galerie

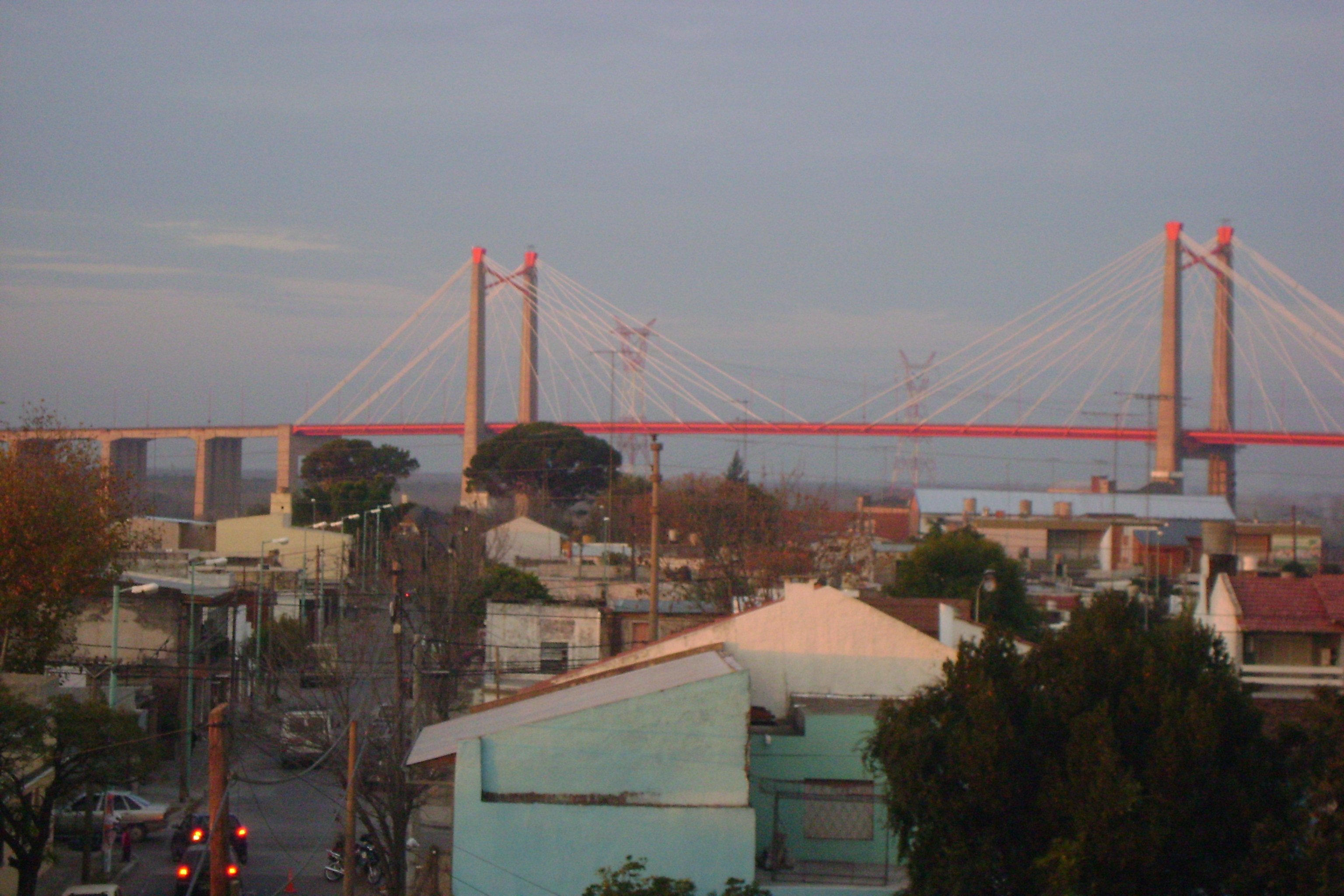
Autre vue du pont Zárate-Brazo Largo.
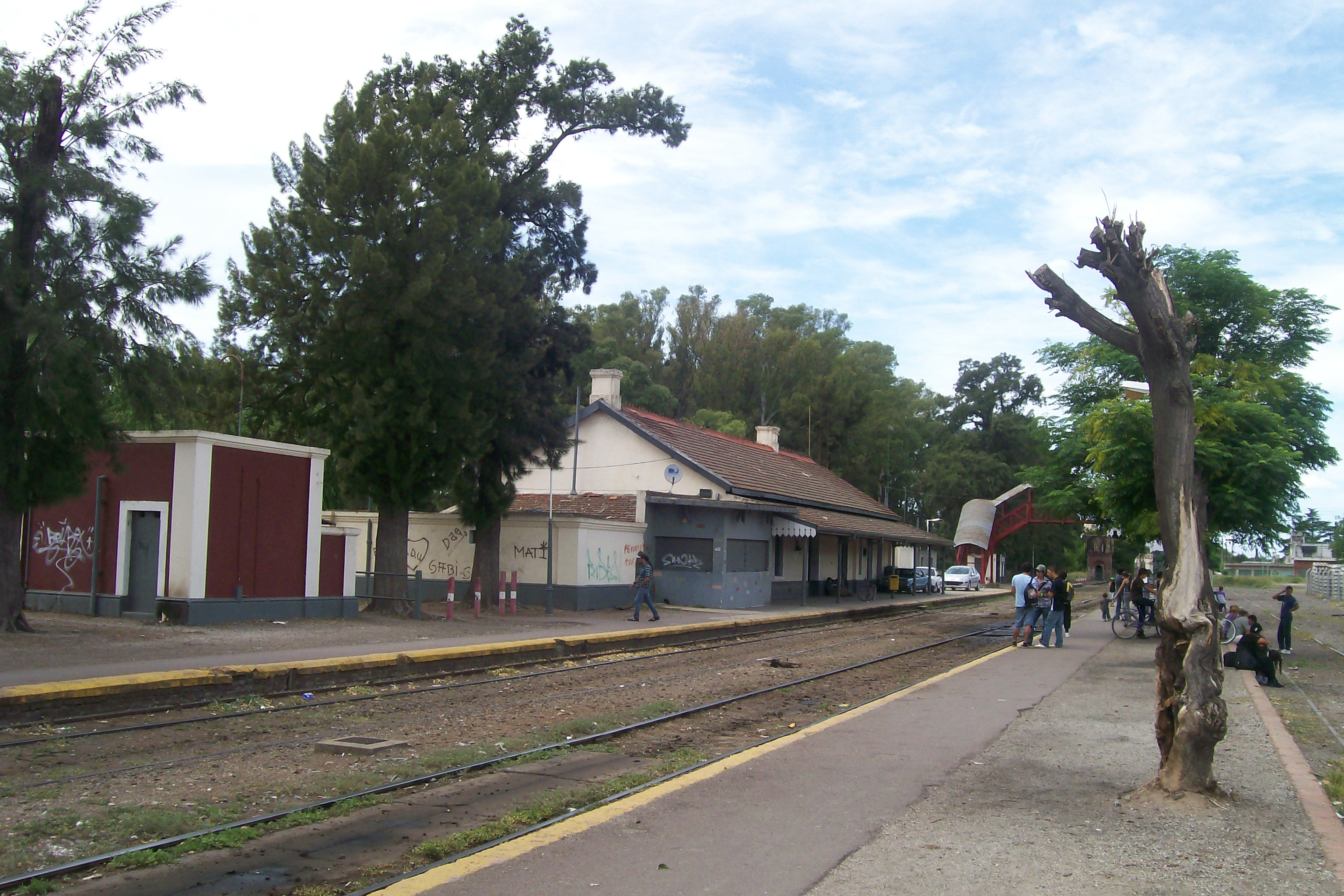
Gare de Zárate (Chemins de fer Mitre).
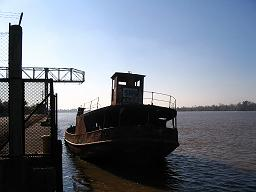
Bateau dans le port de Zárate.
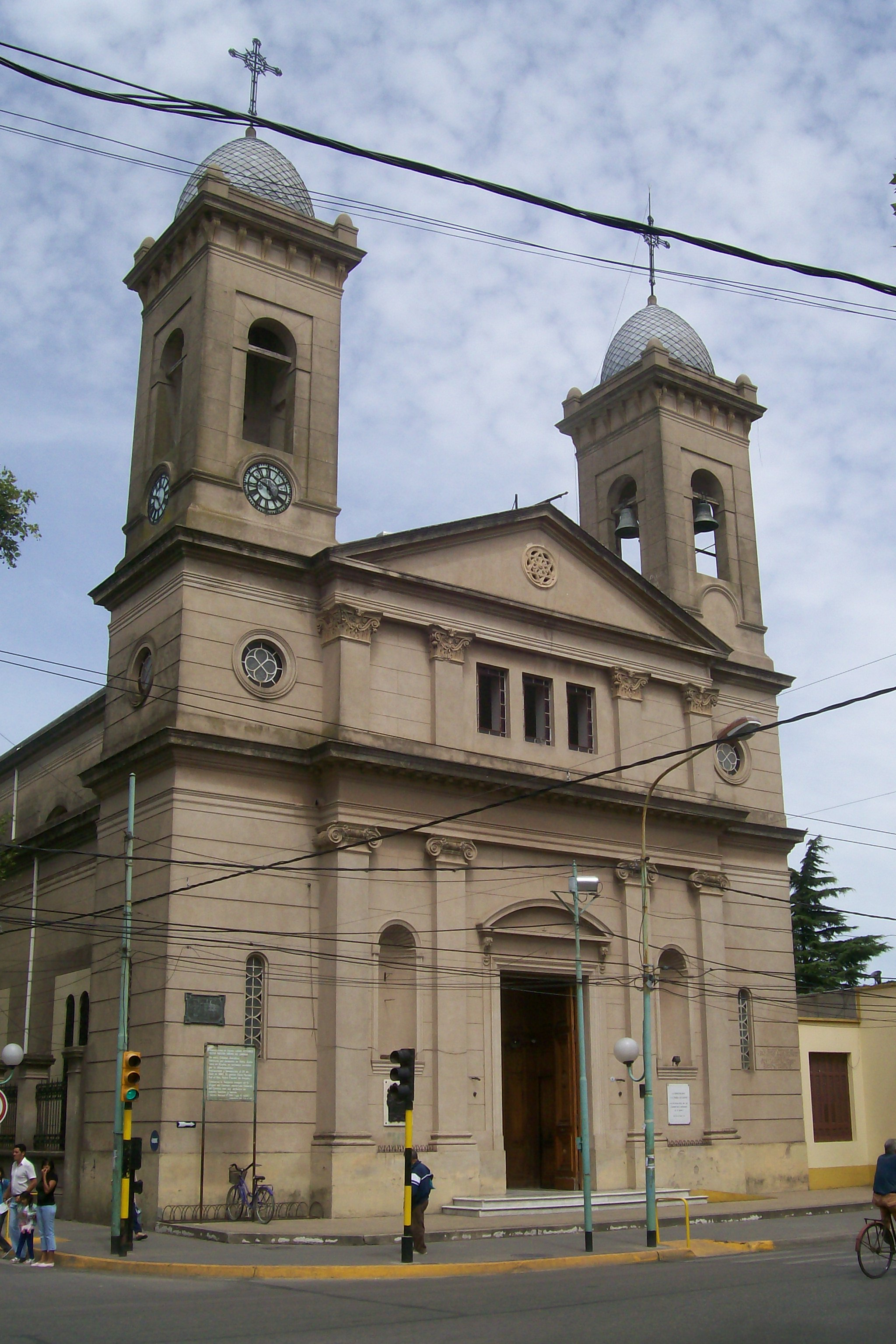
Église Nuestra Señora del Carmen.
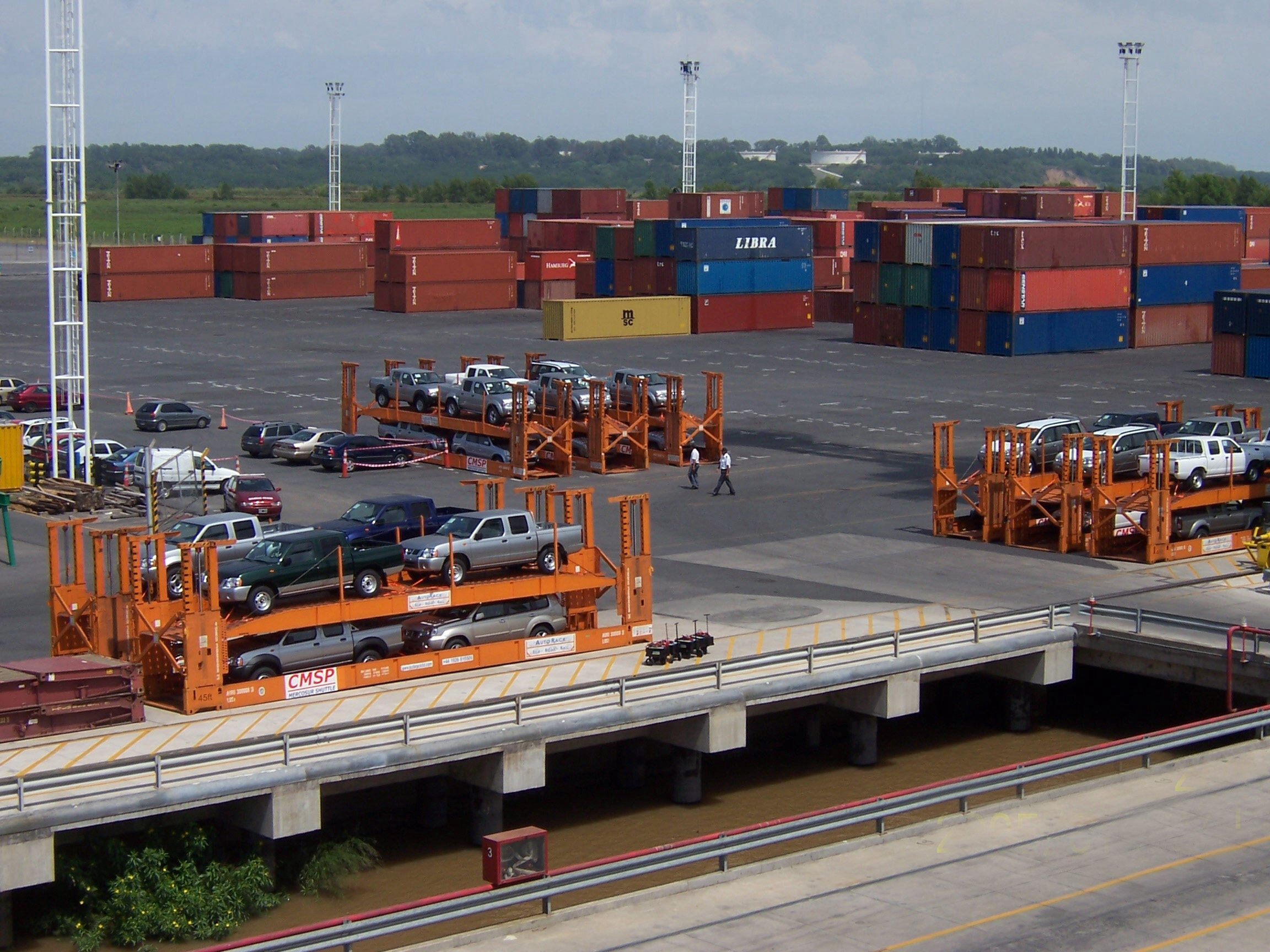
Autre vue du port de Zárate.